# 篠原徹
篠原 徹（しのはら とおる、1945年 - ）は、日本の民俗学者。国立歴史民俗博物館・総合研究大学院大学名誉教授、滋賀県立琵琶湖博物館館長、人間文化研究機構理事。専門は民俗学、生態人類学。

## 経歴
1945年、中国吉林省長春市生まれ。1969年、京都大学理学部植物学科を卒業。1971年、京都大学文学部史学科を卒業。
岡山理科大学助教授となった。1987年、国立歴史民俗博物館助教授となる。1995年、学位論文『海と山の民俗自然誌 - 海村・山村の生活に関する生態学的視点』を筑波大学に提出して文学博士の学位を取得。1996年、同博物館教授に昇進。2010年、国立歴史民俗博物館を定年退職し、名誉教授となった。
退任後は、2010年より滋賀県立琵琶湖博物館館長。2019年3月、琵琶湖博物館館長を退任した。
学界では、日本民俗学会会長を務めた。

## 著作
- 『自然と民俗 心意のなかの動植物』（日本エディタースクール出版部） 1990.4
- 『海と山の民俗自然誌』（吉川弘文館、日本歴史民俗叢書） 1995.2
- 『アフリカでケチを考えた エチオピア・コンソの人びとと暮らし』（筑摩書房、ちくまプリマーブックス） 1998.3
- 『自然とつきあう』（小峰書店、自然とともに） 2002.11
- 『自然を生きる技術 暮らしの民俗自然誌』（吉川弘文館、歴史文化ライブラリー） 2005.12
- 『自然を詠む 俳句と民俗自然誌』（飯塚書店） 2010.12

### 共編著
- 『民俗の技術』（朝倉書店、現代民俗学の視点） 1998.5
- 『近代日本の他者像と自画像』（柏書房） 2001.5
- 『エスノ・サイエンス』（寺嶋秀明共編著、京都大学学術出版会、講座・生態人類学） 2002.6
- 『越境』（朝倉書店、現代民俗誌の地平） 2003.6
- 『生活世界からみる新たな人間 - 環境系』（大塚柳太郎, 松井健共編、東京大学出版会、島の生活世界と開発） 2004.5
- 『中国・海南島 焼畑農耕の終焉』（東京大学出版会、島の生活世界と開発） 2004.2
- 『グリーンライフ入門 都市農村交流の理論と実際』（佐藤誠, 山崎光博共編、農山漁村文化協会、農学基礎セミナー） 2005.5